# Kalyana
Kalyana (کلیانہ  (Kalyanh) en idioma urdú) es el pueblo más grande del distrito Pakpattan (provincia de Punyab), en el noroeste de Pakistán.
Tiene una escuela secundaria para varones y una escuela media para niñas (de esa manera la mujer nunca puede alcanzar el grado de alfabetismo de los varones. Hay un centro de salud.
En este pueblo se encuentra el consejo de uno de los mayores sindicatos en el distrito Pakpattan.
Este consejo incluye a los pueblos de Kalyana, Malyana, Darshan, Varseen y Matti.